# El coloquio de los perros (revista)
El coloquio de los perros es una revista literaria digital, fundada el 8 de octubre de 2000 por los poetas Juan de Dios García (Cartagena, 1975) y Ángel Manuel Gómez Espada (Murcia, 1972).

## Historia

### Primera etapa (2000-2014)
En su primera etapa, desde su fundación hasta enero de 2014, mantuvo una salida numerada por estaciones del año, llegando a publicar en la red hasta 32 números ordinarios, más tres monográficos: sobre el poeta español en lengua catalana Joan Margarit (Uno de los nuestros, 2007), sobre la poesía infrarrealista mexicana (Infrarrealismo, déjenlo todo, 2009) y sobre el narrador mexicano Mario Bellatin (Mario Bellatin, el experimento infinito, 2011).

### Segunda etapa (a partir de 2014)
Sus contenidos se actualiza continuamente, sin conformar números separados ni numerados. Tiene secciones de poesía, narrativa y teatro (Ficciones), traducción, entrevistas, artículos, reseñas de libros (La biblioteca de Alonso Quijano), galería de exposiciones virtuales temporales (Invitado de la semana), galería de colección permanente (Antiguos huéspedes), repercusión informativa de la propia revista (Fuera de plano) y fondo de catálogo de la exposición permanente (Museo de Barataria).

## Consejo editor
Pertenecen a su consejo editor los siguientes autores: Alberto Soler Soto (coordinador del Premio Mandarache), Alfonso García-Villalba, Ángel Manuel Gómez Espada, Antonio Gómez Ribelles, Antonio Lafarque, Antonio Marín Albalate, Diego Sánchez Aguilar, Dolores Torrano Vicente, Florentina Celdrán, José Luis López Bretones, Natxo Vidal Guardiola, Rafael Calvache y José Alcaraz.